# Gordo (Barosaurus)
Gordo es un esqueleto fósil de Barosaurus exhibido como uno de los tesoros (Iconic Objects) del Museo Real de Ontario (ROM). Es uno de los ejemplos más completos de Barosaurus en exhibición en América del Norte (el otro se encuentra en el Museo Americano de Historia Natural de Nueva York). Este fósil de dinosaurio tiene poco más de 27 m de largo y se encuentra en exhibición en las Galerías de la Edad de los dinosaurios James y Louise Temerty de este museo.

## Descubrimiento

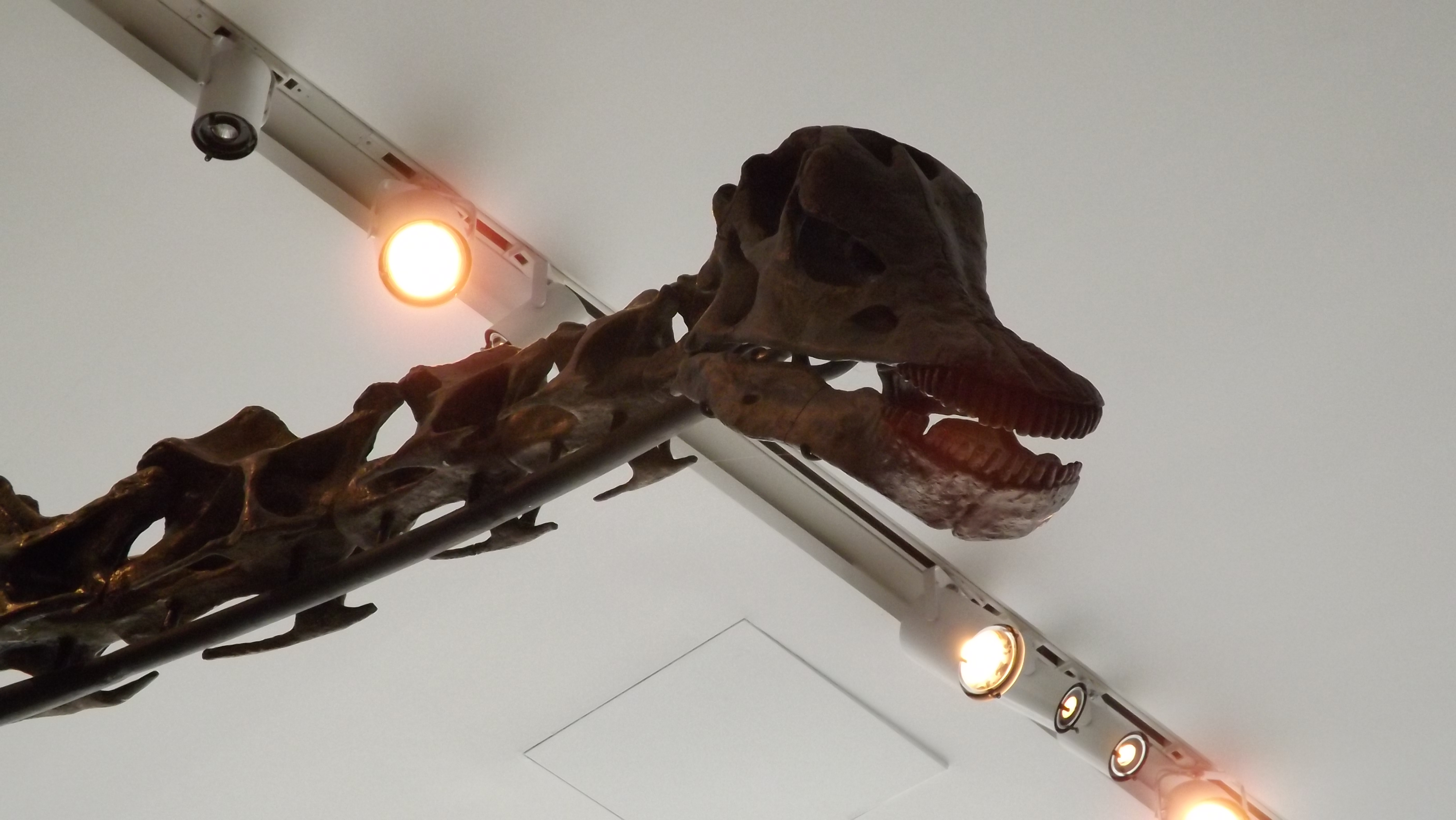
Parte de esqueleto y cráneo de Gordo

Durante 1912, el equipo de excavación Carnegie desenterró tres esqueletos de Barosaurus casi completos de un yacimiento de Utah. Este yacimiento se ha convertido en parte del cantera de fósiles del Dinosaur National Monument, donde un número de especímenes de dinosaurios completos han sido desenterrados desde su descubrimiento en 1909. Existen muchas capas de yacimientos fósiles, algunos de los cuales datan de hace 144 millones de años y aportaron más de 70 toneladas de material para el Pennsylvania Carnegie Museum.

## Adquisición

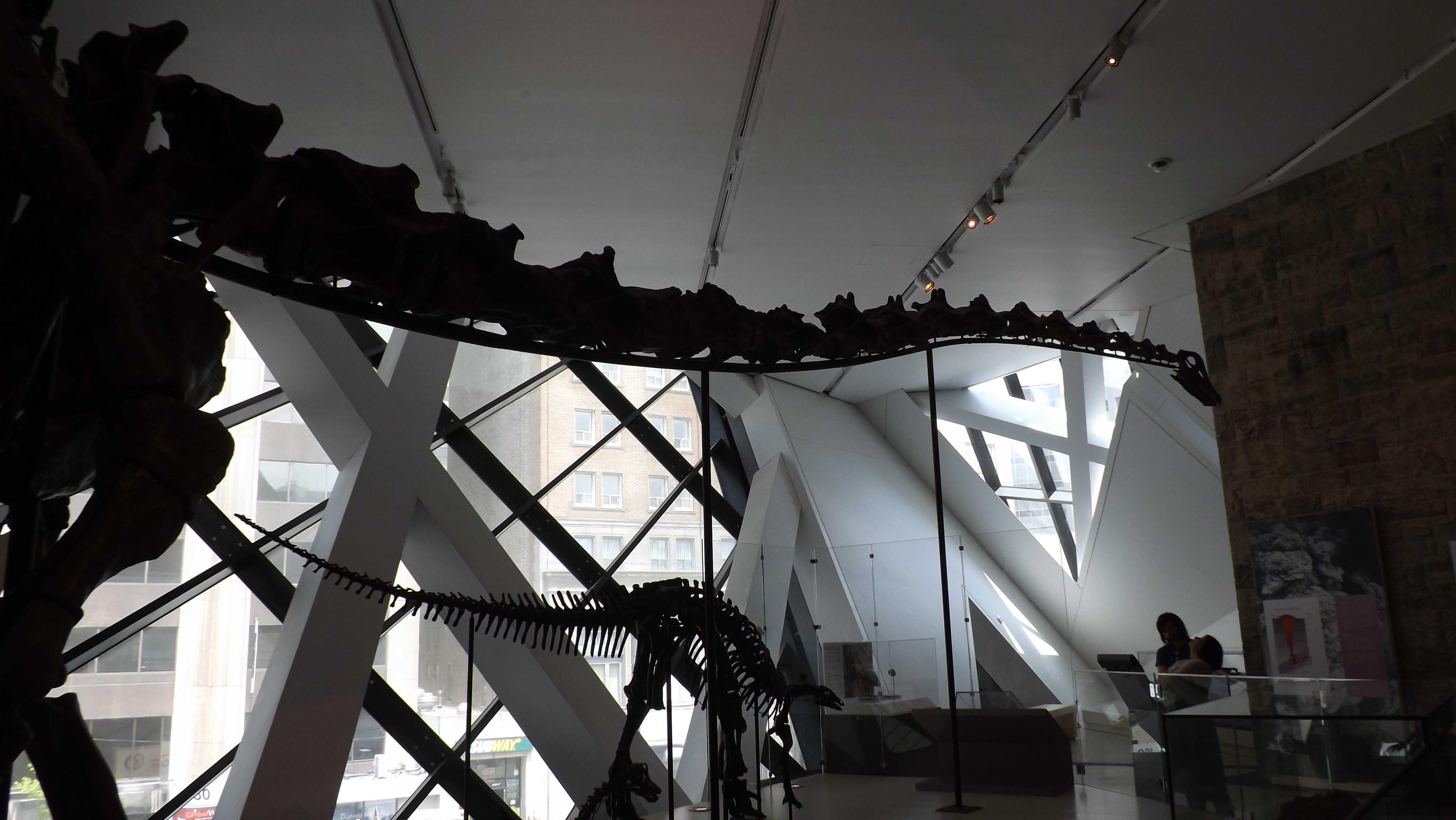
Vista posterior de Gordo, con un Camptosaurus y un Giraffatitan de fondo

Alrededor del año 1962, un espécimen de la colección del Pennsylvania fue transferida al ROM en Toronto, Canadá, para ser incluida en su nueva galería de dinosaurios. Al llegar fue guardado en depósito, dado que el museo se había quedado sin espacio en esta galería para su exhibición. Ahí permaneció por los siguientes 40 años. En 2007, el curador Dave Evans fue encargado de obtener un ejemplo de saurópodo (grupo de dinosaurios que incluye a Barosaurus) para sumar a la colección del ROM cuando encontró un artículo acerca de un espécimen en los depósitos del museo. Lo que Evans descubrió fue un fósil casi completo de Barosaurus. Hoy, este ejemplo, es una pieza central de la exhibición de dinosaurios.